# Bistum Shuozhou
Das Bistum Shuozhou (lateinisch: Dioecesis Scioceuvensis) ist ein römisch-katholisches Bistum mit Sitz in Shuozhou in der Volksrepublik China.

## Geschichte

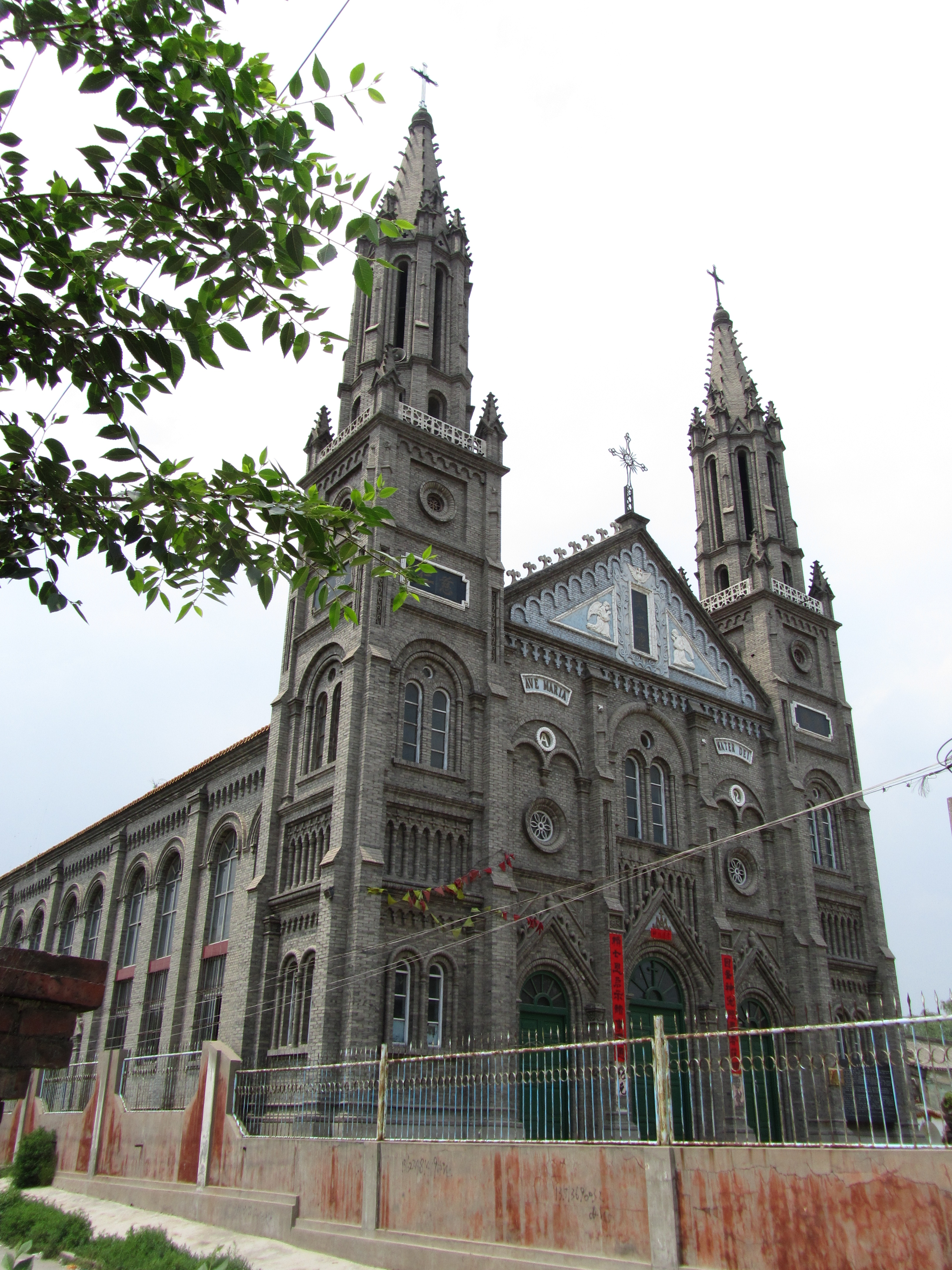

Papst Pius XI. gründete mit dem Breve Cum Nobis die Apostolische Präfektur Shohchow am 12. Juli 1926  aus Gebietsabtretungen des Apostolischen Vikariats Taiyüanfu. Am  17. Juni 1932 wurde sie in den Rang eines Apostolischen Vikariats erhoben. 
Mit der Apostolischen Konstitution Quotidie Nos wurde es am 11. April 1946 zum Bistum erhoben. 
Am 8. Juli 1990 wurde der offizielle Bischof Bonaventure Luo Juan geweiht. Am 8. Februar 2004 weihte der achtzigjährige Bischof ohne die Zustimmung der chinesischen Behörden Weihbischof Paul Ma Cun-guo. Dies geschah in Abwesenheit zweier Mitkonsekratoren, die für eine gültige Weihe nach kanonischem Recht nötig sind. Monsignore Juan Luo starb am 15. März 2007.

## Ordinarien

### Apostolischer Präfekt von Shohchow
- Edgar Anton Häring OFM (15. Juli 1927 – 17. Juni 1932)

### Apostolischer Vikar von Shohchow
- Edgar Anton Häring OFM (17. Juni 1932 – 11. April 1946)

### Bischöfe von Shuozhou
- Edgar Anton Häring OFM (11. April 1946–25. Juli 1971)
- John Xia Xue-qian (1962 – 1978)
- Bonaventure Luo Juan (1990–2007)
- Paul Ma Cun-guo (seit 15. März 2007)